# Kent (Washington)
Kent é uma cidade localizada no estado norte-americano de Washington, no Condado de King. A cidade foi incorporada em 28 de maio de 1890.

## Demografia
Segundo o censo norte-americano de 2000, a sua população era de 79 524 habitantes.
Em 2006, foi estimada uma população de 83 501, um aumento de 3 977 (5.0%).

## Geografia
De acordo com o United States Census Bureau tem uma área de 73,2 km², dos quais 72,6 km² cobertos por terra e 0,6 km² cobertos por água.

## Localidades na vizinhança
O diagrama seguinte representa as localidades num raio de 8 km ao redor de Kent.